# Călmățuiu
Călmățuiu est une commune du județ de Teleorman en Roumanie.